# Сражение за форт Генри
Сражение за форт Генри (англ. Battle of Fort Henry) — речное сражение, состоявшееся 6 февраля 1862 года в ходе Гражданской войны в США. Первая значимая победа Союза и генерала Улисса Гранта на Западном театре военных действий и первое сражение, в котором приняли участие бронированные канонерские лодки северян.

## Форт Генри
К моменту сражения форт представлял собой пятиугольное сомкнутое земляное укрепление с открытыми бастионами. Высота валов колебалась от 4 до 6 футов, а ширина от 8 до 10 футов. С внутренней стороны валы были обшиты переплетенными ветвями орешника. Вооружение форта составляло 17 орудий, в числе которых были...
- 24-фунтовое нарезное орудие;
- 10-дюймовая колумбиада (дефект станка приводил к тому, что ствол слетал с лафета при каждом выстреле, поэтому расчет изобрел хитроумную систему из механических зажимов, чтобы удержать ствол на месте);
- две 42-фунтовые пушки;
- восемь 32-фунтовых пушек.

Одиннадцать орудий были обращены в сторону реки и размещены в амбразурах, изготовленных из мешков с песком.
В декабре 1861 года на высоком противоположном берегу реки силами двух полков и 500 рабов спешно начали возводить полевое укрепление, получившее название форт Хейман. Форт планировалось вооружить тяжелыми нарезными орудиями Паррота в середине февраля 1862 года, однако приближение федеральных сил не позволило это сделать.

## Сражение

### Высадка пехотных дивизий северян
4 февраля половина дивизии бригадного генерала Джона Макклернанда (бригады Ричарда Оглсби и Уильяма Уолласа) высадилась с кораблей на реке Теннесси в 5 км к северу от форта Генри, где разбили лагерь, названный в честь генерала Хэллека.
Дивизия, усиленная одной бригадой из дивизии Чарльза Смита, должна была блокировать укрепление и не допустить выхода гарнизона. Две бригады дивизии бригадного генерала Чарльза Смита (под командованием Лью Уоллеса и Джона Мак-Артура) 5 февраля высадились на противоположном берегу реки возле Пайн-Блафф и двинулись на юг, чтобы захватить форт Хейман и использовать его орудия для обстрела форта Генри. Третья бригада из дивизии Смита (командир Джон Поуп Кук) была передана под командование Макклернанда. В этот же день к северянам присоединились 4-й Иллинойский кавалерийской полк и 13-й Миссурийский пехотный полк, прибывшие по суше, двигаясь в междуречье рек Теннеси и Камберленд. Из-за проливных дождей земля превратилась в липкую грязь, продвижение федеральных дивизий шло медленно.
- Улисс Грант
- Джон Мак-Клернанд
- Ричард Оглсби
- Уильям Уоллас
- Чарльз Смит
- Лью Уоллес
- Джон Мак-Артур
- Джон Кук

### Бой между Западной флотилией и фортом 4 февраля
Действия сухопутных сил поддерживала Западная флотилия канонерских лодок под общим командованием флагмана Эндрю Фута (англ. Andrew Hull Foote): четыре бронированных канонерки (USS Cincinnati [флаг Фута, командир Роджер Стембел], USS Carondelet [командир Генри Уокер], USS St. Louis [командир Леонард Полдинг] и USS Essex [командир Уильям Портер]) и три деревянных канонерки (USS Conestoga [командир Сет Фелпс], USS Tyler [командир Уильям Гвин] и USS Lexington [командир Джеймс Ширк]) под командованием лейтенанта Сета Ледьярда Фелпса (англ. Seth Ledyard Phelps). Уже 4 февраля флотилия поднялась по вздувшейся из-за постоянных дождей реке к форту Генри. Командовавший гарнизоном форта Генри полковник Адольфус Хейман (англ. Adolphus Heiman) из 10-го Теннесийского полка, завидев на реке дымы федеральных канонерок, приказал всем своим подчиненным, за исключением артиллерийской прислуги, покинуть укрепление. Вода реки уже начала заливать укрепления форта Генри, в том числе нижний пороховой погреб. Около полудня канонерские лодки северян открыли огонь. Южане отвечали сначала из тяжелых орудий (причем колумбиада вышла из строя после первого выстрела), а по мере сокращения дистанции и из 32-фунтовых пушек. В результате обстрела, продолжавшегося около получаса, один человек из гарнизона форта погиб и трое были ранены.
- Сет Ледьярд Фелпс
- Эндрю Фут
- USS Cincinnati (однотипная с USS Carondelet и USS St. Louis)
- USS Essex
- USS Conestoga
- USS Tyler
- USS Lexington

### Реорганизация обороны форта Генри
Командующий фортами Генри и Донелсон бригадный генерал Ллойд Тилман (англ. Lloyd Tilghman) к началу сражения находился в форте Донелсон. Получив донесение от Хеймана, он срочно прибыл в форт Генри к полуночи 4 февраля. Готовясь к сражению, в течение ночи он реорганизовал имевшиеся в его распоряжении войска в две бригады и прислугу тяжелой артиллерии. Лишь два полка, 19-й Теннесийский и 4-й Миссисипский, имели боевой опыт, они стали ядрами вновь сформированных бригад. Командовать первой (10-й и 48-й Теннесийские, 27-й Алабамский полки, батарея Миссисипской лёгкой артиллерии под командованием капитана Джейкоба Калбертсона и 9-й батальон Теннесийской кавалерии под командованием подполковника Джорджа Гэнтта, всего около 1800 человек) было поручено полковнику Хейману. Вторую бригаду (4-й Миссисипский, 15-й Арканзасский, 51-й Теннесийский, батарея Теннесийской лёгкой артиллерии [3 полевых орудия] под командованием  капитана Уолтера Крэйна и отдельные кавалерийские отряды, всего около 1200 человек) возглавил полковник Джозеф Дрэйк из 4-го Миссисипского полка. Прислугой тяжелой артиллерии (около 75 человек) командовал капитан Джесси Тейлор. Пять имевшихся в распоряжении Тилмана пароходов: Dunbar, Lynn Boyd и Appleton Belle, которые использовались для перевозки войск из Данвилля и через реку Теннесси, а также Samuel Orr и Patton, которые использовались как стационарные госпитали при форте, должны были при начале сражения уйти по реке Теннеси на юг.
Наутро оказалось, что два полка, 27-й Алабамский и 15-й Арканзасский, все еще находятся на другой стороне реки, в форте Хейман. Справедливо полагая, что в любом случае северяне не смогут затащить на высокий берег тяжелые орудия по такой грязи, а потому необходимости в защите этой позиции нет, Тилман приказал обоим полкам покинуть форт Хейман и присоединиться к гарнизону форта Генри. На западном берегу реки остались лишь мелкие отряды кавалеристов. 48-й и 51-й (частично) Теннесийские полки, охранявшие железнодорожный мост у Дэнвилля, также подтянулись к форту. К рассвету 5 февраля все полки южан заняли указанные им позиции в междуречье рек Теннеси и Камберленд. При общем количестве около 3000 штыков и сабель сколько-нибудь боеспособными из них были только около 2600 человек.
Малочисленность и неопытность гарнизона не позволяли оборонять форт на дальних подступах, поэтому Тилман решил сосредоточить оборону вокруг укрепленных лагерей 10-го Теннесийского и 4-го Миссисипского полков, расположенных ближе к реке.
- Ллойд Тилман
- Адольфус Хейман

### Действия сухопутных сил днем 5 февраля
Не дождавшись атаки федеральных сил, в 10 часов утра Тилман отправил конных разведчиков на поиски противника. Примерно в 1,5 милях от внешних обводов форта разведчики наткнулись на кавалеристов из бригады Оглсби и отступили. Тилман решил предпринять более активные действия и сформировал отряд из половины 10-го Теннесийского и половины 4-го Миссисипского полков, во главе которых двинулся на поиски северян. Однако к тому времени кавалерийские разъезды южан уже появились в тылу кавлеристов Оглсби, и те отступили к лагерю Хэллек. Тилман вернулся в форт около 17:00, оставив 4 роты 4-го Миссисипского полка охранять внешние обводы форта. Гарнизон получил приказ принимать пищу и отдыхать. Заход солнца и начавшийся сильный ливень воспрепятствовали каким-либо боевым действиям ночью.

### Финальное сражение между Западной флотилией и фортом Генри
Генерал Тилман вместе с инженером Гилмером провел ночь на пароходе Dunbar в 2,5 км вверх по реке, около полуночи передал депешу генералу Альберту Сиднею Джонстону, а наутро, получив с нарочным сведения о повышенной активности северян на обоих берегах реки, вернулся в форт Генри. В течение ночи Тилман пришёл к выводу, что оборона форта в данных условиях невозможна, и что необходимо сосредоточить все силы для удержания форта Донельсон. С рассветом в форт прибыл командир Теннесийского артиллерийского корпуса подполковник Милтон Хэйнс (англ. Milton A. Haynes), который тоже пришел к выводу о невозможности обороны форта.
Тилман попросил капитана Тейлора, командовавшего артиллерийскими расчетами, удерживать форт в течение часа, чтобы основная часть гарнизона за это время могла выйти за пределы досягаемости орудий федеральных канонерок.
В 11 утра федеральные силы на обеих берегах реки начали двигаться на юг, однако Грант не планировал приближаться к укреплениям вплотную, чтобы не попасть под огонь своих же кораблей. Макклернанд должен был отсечь форт Генри от форта Донельсон, воспрепятствовать выходу гарнизона или перейти к штурму укреплений. Смит должен был взять форт Хейман и использовать его артиллерию для обстрела форта Генри.
В 12:30 все семь канонерских лодок северян, приблизившись к форту на расстояние 1700 ярдов, открыли огонь и начали постепенно сокращать дистанцию, пока не приблизились на расстояние 600 ярдов. Артиллеристы южан открыли ответный огонь, причем капитан Тейлор назначил каждому орудию свою цель. По мере приближения федеральной эскадры в бой вступали и малокалиберные 32-фунтовые пушки. В 12:35 форт понес ощутимую потерю: взорвалась наиболее эффективная из всех пушек форта, 24-фунтовое нарезное орудие. Весь расчет, а также часть прислуги соседних орудий были выведены из строя, но еще хуже оказалось психологическое воздействие этого взрыва на защитников. Вскоре вторая по мощности пушка, 10-дюймовая колумбиада, тоже вышла из строя, когда огнепроводный шнур застрял в запальном отверстии, намертво его закупорив. Затем взорвалось одно из 42-фунтовых орудий, покалечив часть прислуги, в том числе командира орудия. Один из федеральных снарядов попал в ствол 32-фунтовой пушки, выведя ее из строя, убив или ранив ее расчет. Прислуга остальных 32-фунтовых пушек постепенно разбегалась от своих орудий, полагая, что их снаряды не способны нанести ущерб бронированным канонеркам.
Конфедераты тоже добились многочисленных попаданий в корабли Союза (31 в Cincinnati, 17 в St. Louis и 6 в Carondelet). Снаряд из 32-фунтового орудия влетел в орудийный порт №2 USS Essex и повредил средний котел, в результате чего половина корабля наполнилась горячим паром. 32 члена команды, включая командира Уильяма Портера и двух рулевых, были убиты, обварены горячим паром или ранены. Канонерская лодка потеряла ход и была уведена вверх по реке на буксире. На борту Cincinnati было 8 убитых и раненых.
Пехота южан во главе с полковником Хейманом дожидалась приказов на возвышенности к востоку от форта. В разгар боя Хейман прибыл в форт за приказами. Тилман распорядился прислать еще несколько человек для обслуживания орудий, но сам покинуть форт отказался. Постепенно офицерам становилась очевидной необходимость капитуляции. Около 2 часов дня Тилман взобрался на вал и начал размахивать белым флагом, однако из-за клубов порохового дыма на канонерках флага не заметили. Сразу после этого в форт вернулся полковник Хейман, который так и не сумел прислать подкрепление орудийной прислуге. Тилман приказал Хейману быстро уводить пехотные бригады в сторону форта Донельсон и отдал приказ артиллеристам прекратить огонь. Подполковник Хэйнс пытался протестовать, но поскольку Тилман был непреклонен, Хэйнс вскочил на лошадь и отправился догонять пехоту Хеймана.
Защитники форта спустили флаг Конфедерации, федеральные канонерки приблизились и застопорили ход. Командиры Carondelet и St. Louis прибыли на борт Cincinnati, чтобы поздравить Фута с победой. Тилман отправил к Cincinnati лодку с двумя парламентерами, своим адъютантом и инженером форта. Они сообщили, что Тилман желает встретиться с флагманом эскадры. Фут отправил в форт баркас, на борту которого находились командиры Cincinnati и Conestoga, чтобы поднять на укреплении флаг США, причем лодка смогла войти на территорию форта через затопленные ворота. Офицеры северян сообщили Тилману, что флагман ожидает его на борту Cincinnati для подписания капитуляции. По результатам переговоров в плен сдались около сотни защитников форта, не считая убитых, раненых и больных, размещенных на госпитальном судне Patton. Офицерам-южанам было позволено сохранить личное оружие.
Грант вместе с дивизией Мак-Клернанда вошел в форт около 3 часов дня 6 февраля. Примерно в то же время дивизия Смита вошла в форт Хейман. 8 февраля форт Генри полностью скрылся под водой.

## Последствия
...Во время войны происходили гораздо более значительные сражения, как на суше, так и на воде, чем та жаркая схватка на узкой реке, в результате которой пали земляные укрепления форта Генри... но немногие сражения имели более важное значение для армии Союза, чем этот самый ранний успех Западной флотилии... Форт Генри был ключом к позиции повстанцев на Западе... Здесь была прорвана первая сильная линия обороны мятежников — так сказать, ее хребет. Был установлен контроль над прямой линией железной дороги, соединявшей крупные силы мятежников в Колумбусе и в Боулинг-Грине, был захвачен пункт далеко в тылу обоих гарнизонов, и была открыта дорога для продвижения наших армий на юг. Вскоре после этого Боулинг-Грин был эвакуирован. Отчаянные сражения при Питтсбург-Лендинг, Шайло и Коринфе стали логическим следствием взятия форта Генри, поскольку мятежники пытались выстроить новую линию обороны от Мемфиса и острова №10 до Питтсбург-Лендинг на реке Теннесси и Чаттануги.James Mason Hoppin, Life of Andrew Hull Foote (1874), pp. 207–208
Капитуляция форта Генри открыла реку Теннесси для передвижения кораблей Союза до бывшей границы Алабамы, что было продемонстрировано рейдом деревянных кораблей 6-12 февраля. Они уничтожили корабельные и железнодорожные мосты Конфедерации вниз по реке. Армия Гранта продолжила сухопутное наступление на 12 миль (19 км) до сражения за форт Донелсон.